# Radio Galega
Radio Galega (en abrégé RG; en français : « Radio-Galice ») est une station de radio publique espagnole appartenant à la Société Radiodiffusion-Télévision de Galice. Cette station généraliste propose des émissions de proximité, des débats, de l'information et de la musique. La plupart de ses productions sont en galicien. 

## Présentation

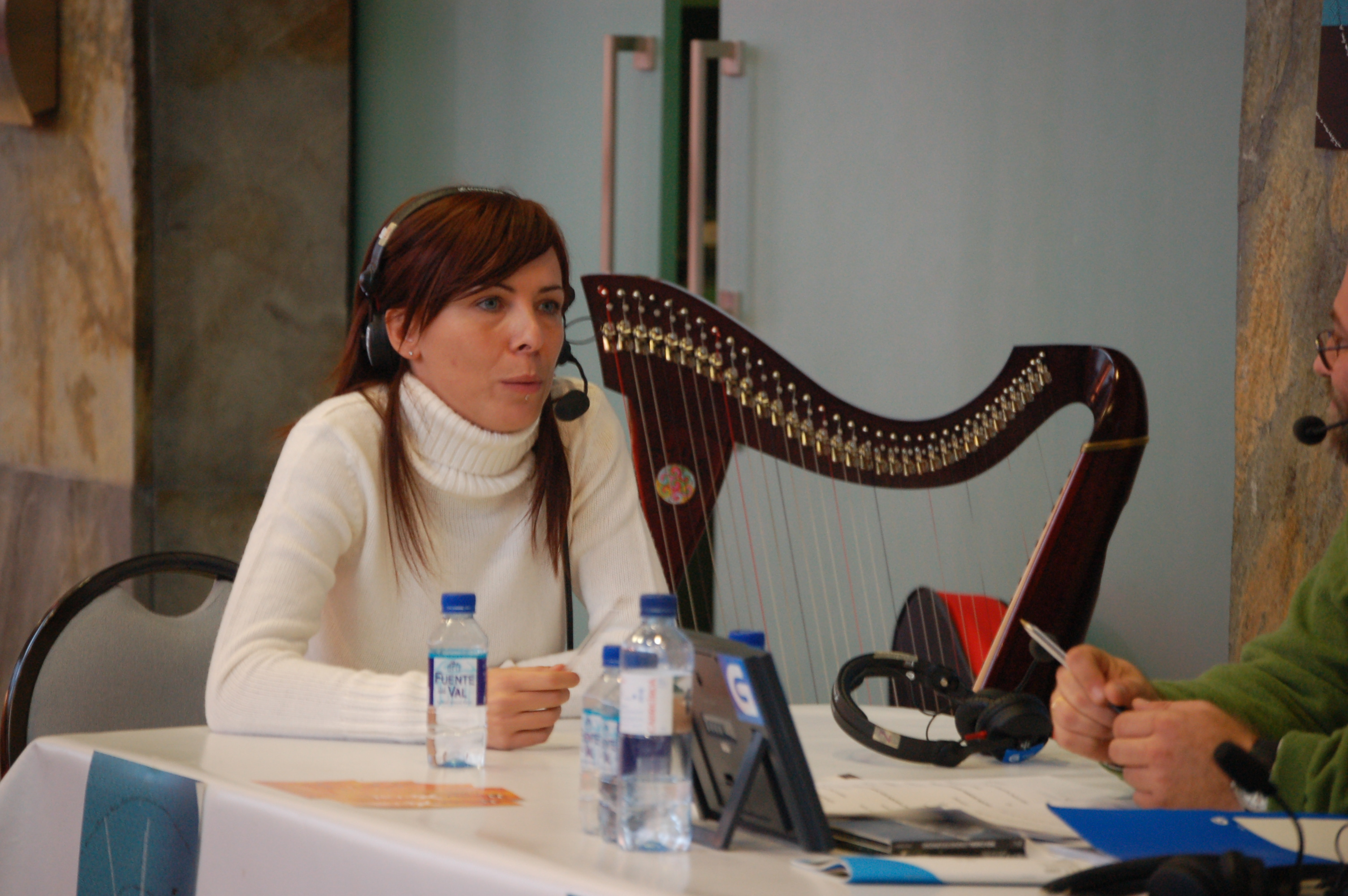
La joueuse de cornemuse Susana Seivane dans une émission de Radio Galega sur les musiques traditionnelles, Lume na palleira.

Radio Galega est diffusée en modulation de fréquence (bande FM) dans l'ensemble de la Galice ainsi que dans une grande partie des Asturies, du León et dans la partie la plus septentrionale du Portugal. Ses émissions sont également reprises en streaming sur internet, à l'instar de ses deux « petites sœurs » Radio Galega Música (musique en continu) et Son Galicia Radio (musique traditionnelle).
La radio galicienne commence à émettre au matin du 24 février 1985, jour anniversaire de la naissance de la poétesse Rosalía de Castro et exactement cinq mois jour pour jour avant que ne soient diffusées les premières images de la télévision galicienne. Limitée à quelques heures de diffusion quotidienne, elle commence à émettre sans interruption quelques semaines plus tard, à partir du 29 mars. Ses studios (2000 mètres carrés) sont aménagés au sein d'une « Maison de la Radio » établie dans l'enceinte du complexe de la CGRTV à Saint-Jacques-de-Compostelle.
Radio Galega commence ses émissions en RDS à partir de 1994 avant de se lancer dans la diffusion en direct sur Internet à compter du 20 août 1996 (à l'origine uniquement en mono, en stéréo depuis le 20 mars 1997). Le 17 juin 1999, elle commence à émettre en mode numérique (DAB) dans plusieurs régions de Galice. Depuis le 3 mars 2004, elle émet également par le biais de la télévision numérique terrestre.